# Cifrul transpoziției
În criptografia clasică, cifrul transpoziției schimbă un caracter din mesajul inițial cu un altul (pentru decriptare se face operația inversă). Cu alte cuvinte, se schimbă poziția caracterelor. Matematic, se folosește o funcție bijectivă pe pozițiile caracterelor pentru criptare și funcția inversă pentru decriptare.